# Fixpunktsatz von Brouwer
Der Fixpunktsatz von Brouwer ist eine Aussage aus der Mathematik. Er ist nach dem niederländischen Mathematiker Luitzen Egbertus Jan Brouwer benannt und besagt, dass die Einheitskugel {\displaystyle D^{n}} die Fixpunkteigenschaft hat. Mit Hilfe dieser Aussage kann man Existenzaussagen über Lösungen reeller, nichtlinearer Gleichungssysteme treffen.

## Aussage
Mit {\displaystyle D^{n}=\{x\in \mathbb {R} ^{n}:\|x\|\leq 1\}} wird die {\displaystyle n}-dimensionale Einheitskugel bezeichnet. Dann besitzt jede stetige Abbildung {\displaystyle f:D^{n}\to D^{n}} mindestens einen Fixpunkt.
In Quantorenschreibweise lässt sich die Aussage durch
{\displaystyle \forall f\in C(D^{n},D^{n}):\exists x\in D^{n}:f(x)=x}
darstellen.
Oft wird Brouwers Fixpunktsatz anschaulich dadurch erklärt, dass man nach beliebig langem Umrühren eines Kaffees stets einen Punkt findet, der nach dem Rührvorgang wieder an der ursprünglichen Stelle (wie vor dem Rühren) ist, d. h. ein Fixpunkt ist. Dabei wird vereinfachend die brownsche Molekularbewegung vernachlässigt, d. h. die Kaffeemoleküle sind vor und nach dem Umrühren vollständig in Ruhe. Weiterhin sollen die Moleküle nicht diskret sein, sondern ein Kontinuum bilden. Der Inhalt der Tasse (d. h. der Kaffee) soll überdies konvex geformt und homöomorph zur Einheitskugel {\displaystyle D^{3}} sein.

## Beweisidee
Mittels des Approximationssatzes von Stone-Weierstraß kann man sich auf {\displaystyle {\mathcal {C}}^{1}}-Funktionen beschränken.
Nun nimmt man an, {\displaystyle f} habe keinen Fixpunkt. Dann ist {\displaystyle F\colon D^{n}\to S^{n-1}}, gegeben durch
{\displaystyle F(x):=x+\left({\sqrt {1-|x|^{2}+\left\langle x,{\frac {x-f(x)}{|x-f(x)|}}\right\rangle ^{2}}}-\left\langle x,{\frac {x-f(x)}{|x-f(x)|}}\right\rangle \right){\frac {x-f(x)}{|x-f(x)|}}},

Illustration von F in D^{2}

eine wohldefinierte und glatte Abbildung, die jedem Punkt in der Vollkugel den Schnittpunkt der Halb-Geraden von {\displaystyle f(x)} durch {\displaystyle x} mit der Sphäre zuordnet. {\displaystyle F} ist insbesondere eine Retraktion, d. h., für alle {\displaystyle x\in S^{n-1}} gilt {\displaystyle F(x)=x}.
Dies führt man auf einen Widerspruch, indem man zunächst zeigt, dass für {\displaystyle \omega ^{n-1}:=F^{1}\,\mathrm {d} F^{2}\wedge \cdots \wedge \mathrm {d} F^{n}} gilt: {\displaystyle \mathrm {d} \omega ^{n-1}=0}. Dies sieht man leicht ein, da die Determinante der Jacobi-Matrix von F nach dem Satz von der inversen Funktion 0 sein muss.
Also gilt:
{\displaystyle 0=\int _{D^{n}}\mathrm {d} \omega ^{n-1}=\int _{S^{n-1}}\omega ^{n-1}}
nach dem Satz von Stokes. Auf der Sphäre ist {\displaystyle F} aber die Identität. Damit gilt also (wieder nach dem Satz von Stokes):
{\displaystyle =\int _{S^{n-1}}x_{1}\mathrm {d} x^{2}\wedge \cdots \wedge \mathrm {d} x^{n}={\rm {vol}}(D^{n})\neq 0}.
Andere Beweise benutzen das Lemma von Sperner (siehe Aigner, Ziegler, Das Buch der Beweise, Kapitel 25) oder den Satz von Borsuk-Ulam.

## Topologisch gleichwertige Formulierungen
Die Aussage des Brouwerschen Fixpunktsatzes in ihrem topologischen Kerngehalt lässt sich also wie folgt zusammenfassen:
- Die {\displaystyle (n-1)}-dimensionale Sphäre {\displaystyle S^{n-1}} ist niemals ein Retrakt der {\displaystyle n}-dimensionalen Einheitskugel {\displaystyle D^{n}}.

Oder anders gesagt:
- Es gibt keine stetige Abbildung der {\displaystyle n}-dimensionalen Einheitskugel {\displaystyle D^{n}} auf die {\displaystyle (n-1)}-dimensionale Sphäre {\displaystyle S^{n-1}}, welche die Punkte der {\displaystyle S^{n-1}}  fix lässt.

Damit gleichwertig ist die folgende Darstellung:
- Eine Sphäre  {\displaystyle S^{n-1}} ist nie ein zusammenziehbarer Raum.

Oder anders gesagt:
- Die identische Abbildung {\displaystyle id_{S^{n-1}}}  einer Sphäre {\displaystyle S^{n-1}} ist nicht nullhomotop.

## Verallgemeinerungen
Mittels einer stetigen Transformation auf das Simplex, das homöomorph zur Einheitskugel ist, lässt sich die Aussage des Satzes auf beliebige kompakte, konvexe Mengen in einem endlichdimensionalen Banachraum übertragen:
Sei {\displaystyle f} eine stetige Abbildung von einer nichtleeren,  kompakten, konvexen  Teilmenge eines endlichdimensionalen Banachraumes in sich selbst. Dann hat {\displaystyle f} einen Fixpunkt.
Auch diese Aussage wird manchmal als Fixpunktsatz von Brouwer bezeichnet, siehe hierzu auch seine Verallgemeinerung zum Fixpunktsatz von Schauder.

### Der Ausfüllungssatz
Die soeben angegebene Verallgemeinerung des Brouwerschen Fixpunktsatzes kann ihrerseits als Folgerung aus dem folgenden Satz gezogen werden, welcher auch als Ausfüllungssatz bezeichnet wird:
Ist {\displaystyle \Omega } eine beschränkte offene Teilmenge des {\displaystyle \mathbb {R} ^{n}}  und {\displaystyle f\colon {\overline {\Omega }}\rightarrow \mathbb {R} ^{n}} eine stetige Abbildung und dabei
{\displaystyle f(x)=x}  für alle  {\displaystyle x\in \partial {\Omega },}
so gilt  {\displaystyle f({\overline {\Omega }})\supset \Omega }.
Den Zusammenhang mit dem Ausfüllungssatz erhält man, wenn man einbezieht, dass jeder endlichdimensionale Banachraum einem {\displaystyle \mathbb {R} ^{n}} topologisch äquivalent ist und dass jede darin enthaltene kompakte, konvexe Teilmenge eine Menge von der Art der obigen {\displaystyle {\overline {\Omega }}} darstellt.
Der Ausfüllungssatz selbst ergibt sich aus einer direkten Anwendung der Eigenschaften des Abbildungsgrades.